# ダン・ダンカン
ダン・ダンカン（Dan Duncan、1933年 -2010年 ）はアメリカ合衆国の実業家で、テキサス州ヒューストンに本拠を置く天然ガス・石油企業『エンタープライズ・プロダクツ・パートナーズ(en:Enterprise Products Partners)』の会長かつ筆頭株主。
ヒューストンで最も富裕かつテキサス州で3番目に富裕な人物であり、フォーブスの発表による世界長者番付の2006年度版において、世界で第63番目の長者に選ばれている。